# Aren
För andra betydelser, se Aren (olika betydelser).
Se även aromatiska kolväten
Aren är en kommun i departementet Pyrénées-Atlantiques i regionen Nouvelle-Aquitaine i sydvästra Frankrike. Kommunen ligger i kantonen Oloron-Sainte-Marie-Ouest som tillhör arrondissementet Oloron-Sainte-Marie. År 2022 hade Aren 246 invånare.

## Befolkningsutveckling
Antalet invånare i kommunen Aren
| Referens: INSEE |